# Емппу Вуорінен
Ерно «Емппу» Матті Юхані Вуорінен (*24 червня 1978)— фінський гітарист, учасник гурту Nightwish.

## Біографія
Вуорінен почав грати на гітарі в 12 років. Брав участь в різних гуртах, включаючи Nightwish, в якому грає з самого його заснування, і Altaria. Оскільки Туомас Холопайнен створює велику частину музики Nightwish, Емппу грає незвичайні гітарні рифи, що були створені Холопайненом для клавішних. 
В січні 2004 року Altaria і Емппу вирішили, що йому краще покинути групу, щоб приділяти більше часу Nightwish.
У 2006 році, один з його побічних проектів Brother Firetribe випустили їх перший дебютний альбом False Metal, у Фінляндії.

## Інструменти
Вуорінен зазвичай використовує гітари Washburn (WASHBURN CS-780: білі та пурпурові гітари), але нещодавно почав користуватися ESP; створену на замовлення ESP Horizon: ESP EV-1 зі звукознімачами Seymour Duncan  (TB-5 на мосту, SHR-1n посередині та SH-2n біля грифу), 1 пурпурова (понижений на 1 тон стрій) та 1 біла(стандартний стрій), а також ESP Eclipse в Vintage Black, що він використав в музичному кліпі Nightwish Amaranth та Bye Bye Beautiful; підсилювачі Mesa Boogie Rectifier разом з кабінетами Marshall.